# يوميات

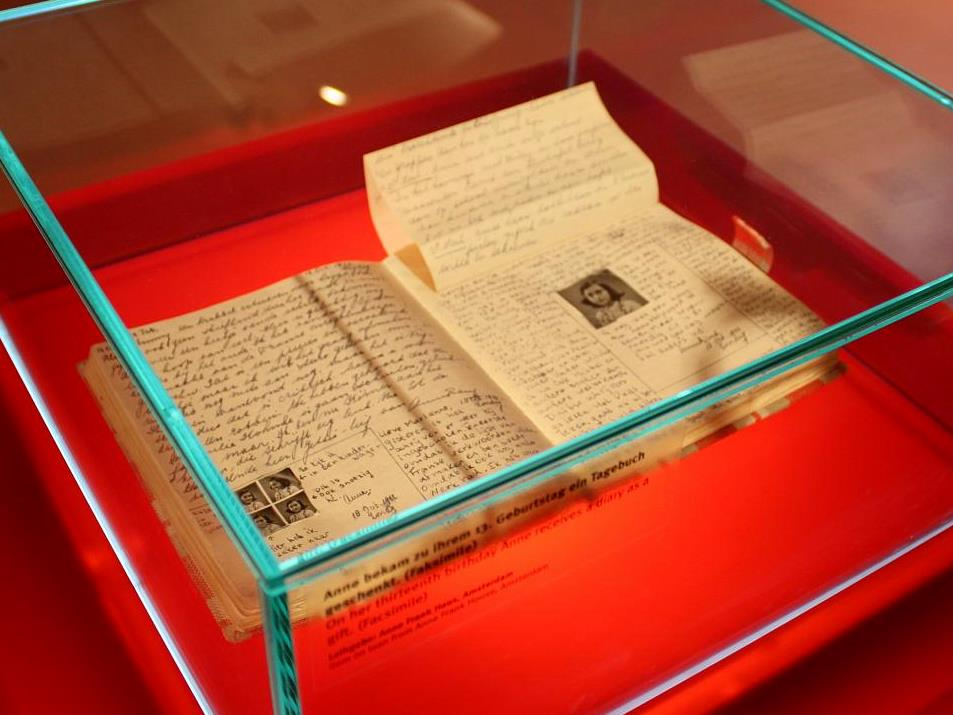
نسخة طبق الأصل من مذكرات آن فرانك الأصليَّة المعروضة في برلين

اليوميات هي سجل (على هيئة كتاب) حيث يحتوي على مداخل منفصلة مرتبة على حسب تاريخ الإبلاغ عن ما حدث خلال يوم أو أي فترة أخرى فاليوميات من أجل المؤسسات تلعب دورا في العديد من الجوانب الإنسانية، بما فيها السجلات الحكومية على سبيل المثال (هانسارد) والأعمال التجارية ودفاتر الحسابات والسجلات العسكرية.فقد تحتاج المدارس وأولياء الأمور لتعليم أولادهم الحفاظ على اليوميات من أجل تشجيعهم على التعبير عن مشاعرهم، وتعزيز الفكر.
عموما فاليوم يستخدم المصطلح للدلالة للمذكرات شخصية، والتي يمكن أن الكاتب حيث يذكر بالتفصيل المزيد من المعلومات الشخصية، بغرض أن تظل خاصة أو أن يتداولها عدد من الأصدقاء أو الأقارب.لفظة «مجلة» قد يكون في بعض الأحيان تستخدم في «يوميات» ولكن بشكل عام واحد يكتب في صحيفة يومية، في حين أن مجلة يمكن كتابة أقل تواترا.
فيما يكن اليوميات ممكن أن توفر معلومات حول مذاكرات في السيرة الذتية، فعموما تكتب بغرض النشر ولكن تصبح لاستخدامات الكاتب الخاصة. في السنوات الأخيرة هناك بعض الأدلة عن وجود اليوميات (مثل تلك التي كتبها آلان كلارك، وتوني بن أو سيمون جراي) وحيث كتبت مع مراعاة أن تنشر في نهاية المطاف للدفاع عن أنفسهم قبل أو بعد الوفاة، أو لمجرد الربح.
اليوميات متنوعة للغاية من عمل والترميزات لقوائم طقس الأحداث اليومية والشخصية، والاستكشافات الداخلية للإنسان الوجدان، التعبير عن الذات من أعمق لسجلات والأفكار.
استطرادا يوميات مصطلح يستخدم أيضا لتعني المطبوعة نشر كتابي اليوميات، ويمكن أيضا أن أشير إلى غير ذلك من حيث الأشكال الإلكترونية بما في مجلة (مثل بلوق).

## التاريخ
كلمة اليوميات يأتي من اللاتينية diarium («البدل اليومي»، من وفاة «اليوم»)، وجدت في أغلب الأحيان في صيغة الجمع diaria. مجلة الكلمة تأتي من نفس الجذر (diurnus «النهار») وذلك من خلال الفرنسية القديمة jurnal (الحديثة الفرنسية ليوم جور).
وحتى بوغ القرن العشرون ومع انتشار ظاهرة المحو الأمية في جميع أنحاء العالم، كانت كتابة اليوميات عادة ممارسة من قبل مجتمعات الطبقة الوسطى والعليا.
أقدم موجودة من اليوميات الشرق الأوسط وern شرق آسيا ن الثقافات، حتى وإن كان في وقت سابق من العمل لنفسي (Τὰ εἰς ἑαυτόν)، كتبت في اليونانية من قبل الإمبراطور الروماني ماركوس أوريليوس في النصف الثاني من القرن 2nd، سبق أن تعرض العديد من الخصائص المميزة لليوميات.بيلوبوك من ق اليابان تمتاز مذكرة السفر بأنها تعرض جوانب نادرة لهذا النوع من الكتابات بالرغم من أنها تقتصر على السجلات اليومية.على سبيل المثال، احتفظ العالم لي أ (القرن التاسع من الميلاد) يوميات عن رحلته عبر جنوب الصين.
في العصور الوسطى في الشرق الأدنى العربية، كتبت اليوميات من قبل القرن العاشر، وبالرغم من اليوميات الناجية حتى عصرنا هذا هي لابن البنا والتي كتبت في القرن الحادي عشر وهي مشابه لمى علية اليوميات الحديثة.أحدث مذكراته هي أقرب من المعروف أن لترتيب موعد لل) ta'rikh باللغة العربية)، يشبه إلى حد كبير يوميات الحديثة.

## نشرت يوميات
العديد من يوميات الشخصيات البارزة تم نشرها ومن عناصر السيرة الذاتية الأدب.
صمويل بيبس (1633-1703) هو من أقدم كاتب اليوميات معروف اليوم، تحفظ يومياته في كلية ماغدالين كامبردج، حيث تم نسخها ونشرت لأول مرة في عام 1825.كان بيبس من بين الأوائل الذين من قام بأخذ اليوميات أبعد من مجرد كتابة عن الصفقات التجارية إلى أبعد من مجرد التأشير، في عالم الشخصية.يشبه المعاصرجون إفيلن ببيبس حيث احتفظ باليوميات.
بدأت ممارسة نشر مذكرات الشخصيات البارزة والأدبية في القرن التاسع عسر من الميلاد.على سبيل المثال، فإن «مجلة» دوروثي وردزورث (1771-1855) ونشرت في عام 1897 ؛ والمجلات من فاني بورني (1752-1840) ونشرت في عام 1889 ؛ ومذكرات هنري Crabb روبنسون (1776-1867) ونشرت في عام 1869.
المهم بين الولايات المتحدة والحرب الأهلية هي تلك اليوميات جورج تيمبلتون قوي، نيويورك المحامي والكستناءة ماري، زوجة أحد الحليف موظف.
فمنذ القرن التاسع عشر أصبح نشر المذكرات مؤلوفاً لدى الكتاب، ولاسيما في أوساط إلياسيين وذلك بغرض البحث عن مبررات وأيضاً بين أوساط الفنانين والأدباء وغيرهم.نشرت بريطانية في أواخر القرن العشرون مذكرة سياسية كتلك التي شارك فيها ريتشاد كروسمان، وطوني بين، وألان كلارك حيث لم تكن مثل المذكرات التقليدية وإنما أخذت شكل شرائح تشانون.أما في مجال الفنون نشر كلاً من جيمس لي ميلن روي سترونغ وبيتر هول مذكرات ملحوظة.
واحدة من أشهر المذكرات الحيثة، وقرأت على نطاق واسع وترجمت هي «مذكرات فتاة شابة» لأن فرانك التي كتبتها خلال اختبائها من الجيش الألماني أثناء احتلال أمستردام في 1940s حرر أتو فرانك مذكرة ابنته ورتبها لنشرها بعد الحرب العالمية.
كتابة اليوميات كما تمارس في كثير من الأحيان من القرن 20th فصاعدا بوصفه عملا واعيا لاستكشاف الذات (أكبر أو أقل من الصدق) -- أمثلة من اليوميات كارل يونغ، Aleister كراولي وAnaïs نين ومن المهم قبل اليوميات 20th القرن الأدباء هي تلك فرانز كافكا وادموند ويلسون.
آثار نفسية قوية قد تنشأ عن وجود قرأ عند قرأت هذه المذكرات التي تعبر عن النفس، حتى وإن كان هذا المذكرة كتبت لقرأتة لنفسه—ولا سيما في الشدائد.أن فرانك تخطت الواقع لتسميت مذكراتها «كيتي».فريدريش كيلنر مسؤول قضائي في ألمانيا النازية صنفت مذكرة كسلاح لمحاربة أي طغاة، وإرهاب مستقبلية فأطلق على مذكرته Mein Widerstand بلادي المعارضة وكان فيكتور كلمبرر معنينا بتسجيل لأي طغيان وإرهاب مستقبلي ضد ألمانية النازية وألمانيا الشرقية في مذكراتة.في أي حالة من هذه الحالات إلا أن المؤلفين لم توقع في وقت مبكر—أو أي—نشر.

## مجلة كتابة البرمجيات
وإذا كان البعض يستخدام برامج معالجة النصوص للحفاظ على المجلات الإلكترونية أو اليوميات الموجود في جهاز الحاسب الالي، حيث هناك برامج صممت خصيصاً لكتابة المجلات.العديد لها من نماذج الصفحات العشوائية اليومية والأسبوعية والشهرية.هذه البرامج قد صممت للسماح للمجلة وكتاب يوميات لطرح فكرهم، وكذلك الصور والروابط وغيرها من المعلومات بسهولة وملحوظ في مكان واحد.كل هذه البرامج، على المساعدات في بطبيعة الحال حفظ إصدار مجلة أو اليوميات وليس الفعلي خلق منه.وهناك عدد من البرامج لها القدرة على عرض لمجلة مداخل بلوق s.وبعض البرامج مثل (أوتبوك، وغوبيندر) لها القدرة لعمل صفحات المذكرة

## مذكرات الإنترنت
و عندما أصبح الأنترنت متوفر للجميع، معظم الناس تبنوا فكرة أن الأنترنت وسيط لعرض مذكراتهم للعامة بشكل متكرر.أول اليوميات على الإنترنت يعتقد أن كلاوديو Pinhanez المفتوحة «يوميات»، نشرت في مختبر معهد ماساتشوستس للتكنولوجيا وسائل الإعلام على الإنترنت في الفترة من 14 تشرين الثاني / نوفمبر 1994 حتى عام 1996. أخرى في وقت مبكر على شبكة الإنترنت تتضمن diarists جوستين هول الذي بدأ أحد عشر عاما الشخصية كتابة اليوميات على الإنترنت في عام 1994، كارولين بيرك، التي بدأت في نشر «يوميات كارولين» في 3 كانون الثاني / يناير 1995، وBryon ساذرلاند، الذي أعلن مذكراته إن وجود شبه Bryon في يوزنت الإخبارية في 19 نيسان / أبريل 1995.
خدمات على شبكة الإنترنت يبدو قريبا من أجل تبسيط وأتمتة أصيح خدمالنشر الإلكتروني، ولكن الانفجار الكبير الذي جاء في رواية القصص الشخصية مع ظهور بلوق s.في حين أن الصيغة الأولى ركزت على الروابط الخارجية والتعليق على الموضوع، وعلى نطاق واسع سرعان ما أستخدمت أدوات البلوق لإنشاء منتديات، وباختصار، يعمل على إدخال صفحات عفوية بدلا من وضع مقالات.

## أشكال أخرى من اليوميات

### مجلات السفر
مجلة السفر، يوميات السفر، أو مجلة الطريق، من وثائق رحلة أو سلسلة من الرحلات.

### تدريب المجلات
تجريب المجلة، أو عملية تعقب، هي مجلة حيث يقوم الشخص بتسجيل الأمور المتعهد بها، بما فيها طول التجريب وغيرها من التعليقات.

### يوميات النوم
مذكرة النوم أو سجل النوم هي أداة تستخدم في تشخيص وعلاج اضطرابات النوم.

### السمعية والمجلات
مجلة صوت تسجيل الكلمة بدلا من الكلمة المكتوبة.بعض الناس يستخدام أجهزة التسجيل أو لتسجيل الصوت لتوثيق حياتهم.كما أن هناك شركة تدعى لايف أون ريكورد التي تتيح للناس لعمل صفحة مجلة وذلك عن طريق مكالمة هاتفية من أي هاتف.هذه السجلات يمكن الحفاظ عليها على شكل الأقراص المضغوطة

### تاغبوش
الألمانية تاغبوخ (الترجمة الحرفية 'كتاب اليوم') وعادة ما يطلق عليها يوميات باللغة الإنكليزية، على الرغم من أن هذا يمكن أن تشمل الكتب الواجبات أو مجلات العمل وكذلك يوميات، فعلى سبيل المثال، الحاسب المحمول للكاتب النمساوي روبرت موسيل.

### يوميات غير عادية
بعض الضابط طالبا في الكلية العسكرية الملكية في كندا وكتب على اليوميات في الهند حبر على مربع ر ق؛ أمثلة من هذه 1880s الاحتفاظ في كلية متحف.

## يوميات خيالية
وهناك أمثلة عديدة يوميات خيالية.واحدة من أولى مذكرات مطبوعة روائي هو فكاهي يوميات أحد من قبل جورج Grossmith وشقيقه Weedon. 20th القرن الأمثلة على ذلك البث الإذاعي (مثل السيدة ديل يوميات) ونشر عدة كتب (مثل يوميات ادريان الخلد). ودفعت السابق منذ فترة طويلة الساخرة ميزة في المجلة برايفت، المعنون السيدة ويلسون يوميات.

## الروابط الخارجية
- تقاطع المذكرة -- الروابط لأكثر من 500 أدبية وتاريخية diarists، وبلوق